# 盧凱塞犯罪家族
盧凱塞犯罪家族（英語：Lucchese crime family，發音為 [lukˈkeːze; -eːse]），是美國黑手黨五大家族之一，主要勢力範圍在紐約市以及紐澤西州。他們被稱為盧凱塞博卡達（義大利語：Lucchese borgata），在西西里語中，博卡達（borgata）意思是緊密的社區，在黑手黨黑話中，代表著黑手黨的一種幫派組織 。這個犯罪家族的成員有時會被被稱為盧克斯（Lukes）。
盧凱塞犯罪家族在1920年代初期出現，首任老大是加埃塔诺·雷納。加埃塔诺·雷納在1930年代被槍殺後，開啟了卡斯泰拉馬雷戰爭，繼任者為湯米·加格里亞諾，在他掌權時，被稱為加格里亞諾犯罪家族（Gagliano crime family），當時他們的地盤在紐約市布朗克斯，曼哈頓，以及紐澤西州。
在湯米·盧凱塞擔任家族老大之後，被改稱盧凱塞犯罪家族。與甘比諾犯罪家族老大卡羅·甘比諾結盟，盧凱塞犯罪家族勢力變得龐大，控制了整個紐約市，也控制了美國黑手黨委員會，勢力伸入美國各地，成為全國性的黑幫組織。

## 歷史
盧凱塞犯罪家族起源，最早可以追溯到19世紀晚期，在紐約市東哈林出現的第一個美國黑手黨幫派，莫雷諾犯罪家族，這個幫派控制了東哈林以及布朗克斯。加埃塔诺·雷納在1900年代移民美國紐約市之後，加入了莫雷諾犯罪家族。1910年，在朱塞佩·莫雷洛與伊尼亞齊奧·盧波相繼被捕入獄之後，莫雷諾犯罪家族陷入混亂，加埃塔诺·雷納，以及薩爾瓦托雷·達奎拉，喬·馬塞里亞分別建立自己的幫派，分割地盤。
在1920年代，加埃塔诺·雷納控制了一部份東哈林以及布朗克斯區。在美國禁酒令發布之後，經由控制冷藏櫃販賣以及私酒販賣生意，加埃塔诺·雷納的財富與勢力增加，成為喬·馬塞里亞的盟友。1925年，薩爾瓦托雷·馬蘭扎諾來到紐約市發展他的幫派，加埃塔诺·雷納轉而支持馬蘭扎諾，引發喬·馬塞里亞不滿，於1930年下令槍殺加埃塔诺·雷納，隨後爆發了卡斯泰拉馬雷戰爭。